# Beilschmiedia bancroftii
Beilschmiedia bancroftii är en lagerväxtart som först beskrevs av Frederick Manson Bailey, och fick sitt nu gällande namn av Cyril Tenison White. Beilschmiedia bancroftii ingår i släktet Beilschmiedia och familjen lagerväxter. Inga underarter finns listade i Catalogue of Life.